# Cnidoscolus albomaculatus
Cnidoscolus albomaculatus är en törelväxtart som först beskrevs av Ferdinand Albin Pax, och fick sitt nu gällande namn av Ivan Murray Johnston. Cnidoscolus albomaculatus ingår i släktet Cnidoscolus och familjen törelväxter. Inga underarter finns listade i Catalogue of Life.